# Grupo M74
O Grupo M74 (também conhecido como o Grupo NGC 628) é um pequeno grupo de galáxias na direção da constelação de Pisces. A galáxia espiral em visão frontal M74 (NGC 628) é o membro mais brilhante dentro do grupo. Outros membros incluem a peculiar galáxia espiral NGC 660 e outras pequenas galáxias irregulares.

## Membros
A tabela abaixo lista todas as galáxias identificadas e confirmadas como membros do grupo pelo Nearby Galaxies Catalog,  o Lyons Groups of Galaxies (LGG) Catalog, e três listas de grupos criados pelo Nearby Optical Galaxy sample of Giuricin et al.
| Nome       | Tipo       | A.R. (J2000) | Dec. (J2000) | Redshift (km/s) | Magnit. apar. |
| ---------- | ---------- | ------------ | ------------ | --------------- | ------------- |
| Messier 74 | SA(s)c     | 01h 36m 42s  | +15° 47′ 01″ | 657             | 10,0          |
| NGC 660    | SB(s)a pec | 01h 43m 02s  | +13° 38′ 42″ | 850             | 19,0          |
| UGC 1176   | Im         | 01h 40m 10s  | +15° 54′ 17″ | 630             | 14,4          |
| UGC 1195   | Sc         | 01h 42m 27s  | +13° 58′ 37″ | 774             | 13,9          |
| UGC 1200   | IBm        | 01h 42m 48s  | +13° 09′ 22″ | 808             | 14,0          |

Outras possíveis galáxias membros (galáxias listadas em uma ou duas referências citadas acima) incluem as galáxias irregulares UGC 891, UGC 1104, UGC 1171, UGC 1175, e UGCA 20.